# Province de Tiraque
La province de Tiraque est une des 16 provinces du département de Cochabamba, en Bolivie. Son chef-lieu est la ville de Tiraque.